# Puya alpestris

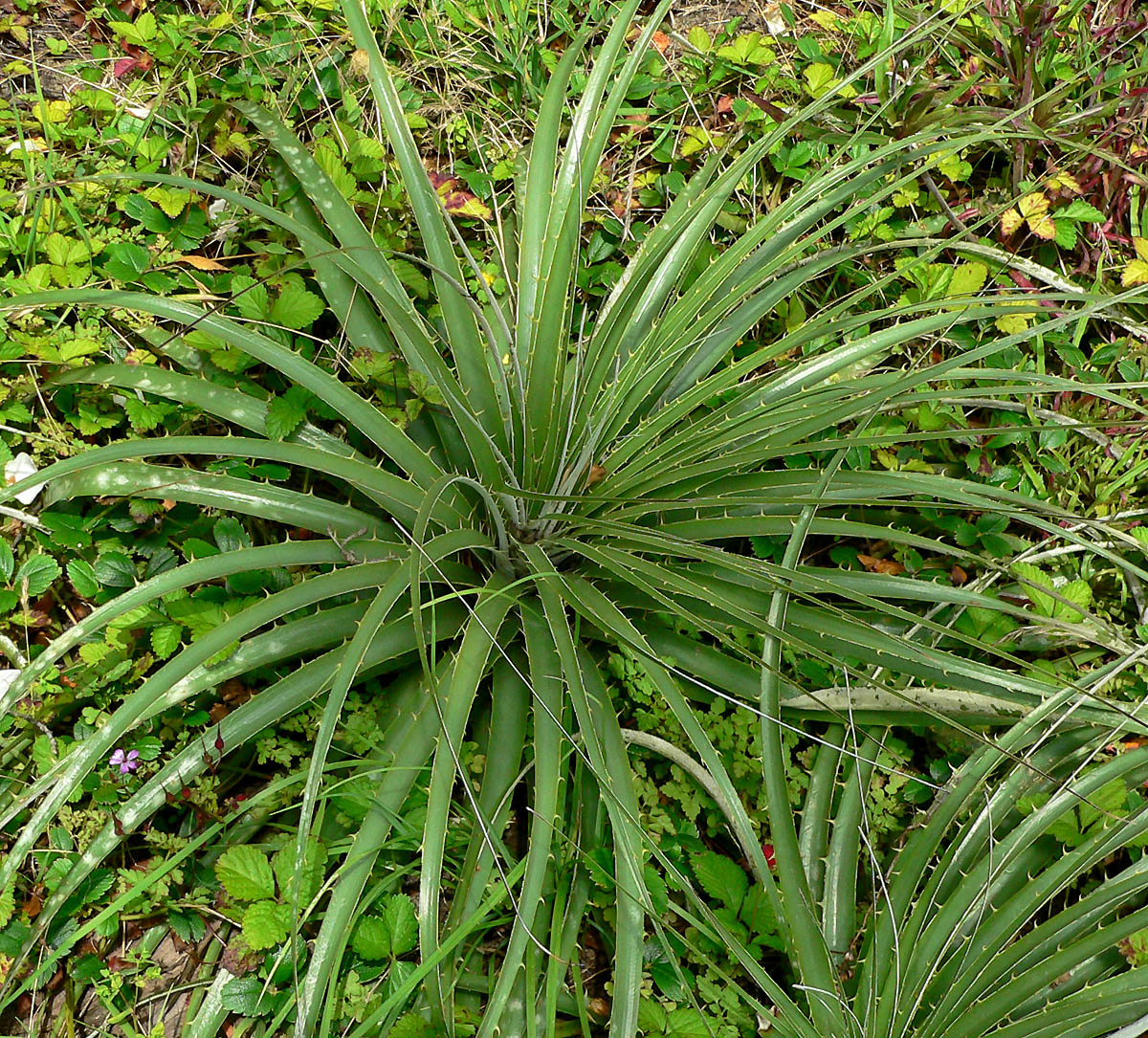
Puya alpestris

Puya alpestris is een soort uit de bromeliafamilie. De plant is endemisch in de Chileense Andes. 